# Sonata per violoncello e pianoforte n. 2 (Brahms)
La Sonata n. 2 in Fa maggiore, opus 99, è la seconda ed ultima sonata per violoncello e pianoforte di Johannes Brahms. Composta durante l'estate del 1886 sulle rive del lago di Thun, venne eseguita per la prima volta, a Vienna, il 24 novembre 1886, dal violoncellista Robert Hausmann (cui il brano era dedicato), col compositore al piano.
Venne composta circa 24 anni dopo la sua Sonata n. 1 per violoncello e pianoforte op. 38, ed è contemporanea del suo terzo trio per archi op. 101.

## Struttura
1. Allegro vivace (Fa maggiore), in 3/4
2. Adagio affettuoso (Fa diesis maggiore), in 2/4
3. Allegro appassionato (Fa minore), in 6/8 e Trio (Fa maggiore)
4. Allegro molto (Fa maggiore)

La durata dell'esecuzione è di un po' meno di mezzora.